# 今井忍
今井 忍（いまい しのぶ、1903年9月26日 - 1976年8月20日）は、日本の会計学者。
島根県松江市出身。1931年東京商科大学卒。1962年「原価管理の基礎理論と生産技術との関連性に関する研究」で中央大学商学博士。1937年三菱化成工業勤務、1942年海軍省嘱託、日本原価計算協会常務理事、1946年物価庁参与、経済安定本部委員、1949年千葉工業大学教授、1951年中央大学教授、1963年成蹊大学教授。1975年退職。

## 著書
- 『商店経営読本』高陽書院 1934
- 『商店経営十講』高陽書院 1936
- 『原価計算の運用』伊藤書店 1944
- 『原価計算入門』千倉書房 1947
- 『誰にもわかる会社経理』伊藤書店 1948
- 『原価計算組織の立案 原価計算実施手続の作成法』産業経理協会出版部 1949
- 『化学工業の原価計算』ダイヤモンド社 1950
- 『税務署に認められる商店帳簿のつけ方』商店界社 1950
- 『税務簿記の手ほどき』日本経済社 1950
- 『原価管理 コスト・コントロール』日本経済社 経営技術全書 1952
- 『原価管理 その理論と実施』中央経済社 1954
- 『原価計算入門 コスト引下げのために』同文館 1955
- 『原価計算論』税務経理協会 1956
- 『工業会計入門 コスト引下げのために』同文館 1956
- 『管理技術と原価計算 原価管理の構成とその領域』国元書房 1957
- 『講座新しい経営と労働 第2巻 第2冊 原価管理』有信堂 1959
- 『近代企業の原価管理』森山書店 1961
- 『現代原価管理』中央経済社 1965
- 『情報化社会の原価管理』森山書店 1970

### 共編著
- 吉田良三『原価計算』追補 日本経済社 1950
- 『現代工業簿記』沼田嘉穂,青木茂男共著 春秋社 現代会計学全集 1954
- 『原価計算実務講座 第6巻 原価計算特殊問題』共著 春秋社 1955
- 『原価計算』編 青林書院 会計学演習講座 1959

### 翻訳
- アメリカ経営協会編『コスト引下げの近道 そのケースと着眼点』日本事務能率協会 1961
- Billy E.Goetz『経営計画と統制』矢野宏共訳 日刊工業新聞社 1963